# Стара Весь (Лімановський повіт)
Стара Весь (пол. Stara Wieś) — село в Польщі, у гміні Ліманова Лімановського повіту Малопольського воєводства.
Населення — 3911 осіб (2011).
У 1975—1998 роках село належало до Новосондецького воєводства.

## Географія
Село протікає річка Совліна.

## Демографія
Демографічна структура станом на 31 березня 2011 року:
|          | Загалом | Допрацездатний вік | Працездатний вік | Постпрацездатний вік |
| -------- | ------- | ------------------ | ---------------- | -------------------- |
| Чоловіки | 1939    | 557                | 1249             | 133                  |
| Жінки    | 1972    | 526                | 1153             | 293                  |
| Разом    | 3911    | 1083               | 2402             | 426                  |